# LightWave
LightWave（ライトウェーブ）は、英LightWave Digital社が開発及び販売を行う3DCGソフトウェア。略称はLW。日本においてもCM・アニメ・ゲームの制作に使用されており (#LightWave著名ユーザー参照)、2024年現在もシェアを持っている。比較的安価なため、趣味で使用する個人ユーザーも多い。日本ではディストームが販売している。2023年4月3日、新チームによる開発が表明された。

## インタフェース
LightWaveはモデリングからアニメーションまで制作できる統合型の3DCGソフトである。歴史的な経緯によりLightWaveはモデリングや材質・テクスチャの設定などを行なう「モデラー」と、モデリングしたデータを配置したり必要に応じてアニメーションを設定したうえでレンダリングを行なう「レイアウト」という2つのソフトで構成されている。
長年に渡りモデラーとレイアウトの統合が計画されているものの（#モデラーとレイアウトの統合計画参照）、現在も未だ分かれたままとなっている。しかしながら、バージョン6からはモデラーとレイアウトを自動で仲介するHUB機能が搭載され、バージョン10からはデータの同期をとるための内部通信機能も実装され、モデラーとレイアウトの連携が進んでおり、既定ではたとえHUBをOFFにしていてもディスク保存によってモデラーとレイアウト間でデータが同期されるようになっている。
インタフェースの特徴としては各種機能にアクセスするためのボタンが全て文字で表現されており、ビューの平行移動・回転・拡大縮小を行なうツールボタンなどの例外を除き、基本的にアイコンは用いられていない。ボタンの配置とキーボードショートカット、メニューの色はユーザーが自由にカスタマイズすることが可能で、使用者によって様変わりする。座標系はXが左右、Yが上下、Zが奥行きを示す。また、右手座標系ではなく左手座標系が採用されている。回転系は長年にわたりオイラー角のHPB方式（垂直軸回転→水平軸回転→奥行き軸回転）のみとなっており、ずっとジンバルロック問題を抱えていたものの、LightWave 2020で回転順序の変更が可能となりジンバルロック問題は緩和されている。
ハードウェアではマウスの他にタブレット、3Dマウスにも対応し、バージョン11からはPlayStation Moveにも対応しているが、グローブインターフェイス、ヘッドマウントディスプレイ等には対応していない。
今もって3DCGソフトにはPhotoshopのようなデファクトスタンダードが存在しないが、LightWave 5.5が世に出た頃は今にもまして混沌としており、大抵のソフトが「難解」「非直感的」と評される状態にあって「粘土をこねるように直感的にモデリングできる」と評された同ソフトが、他の3DCGソフトのインタフェースに与えた影響は大きい。

## 歴史
もともとはAmiga用のVideo Toasterという動画編集用のハードウエアにバンドルされていた3D CG処理ソフトで、スチュアート・ファーガソンがモデラーを、アレン・ヘイスティングスがレイアウトを担当する形で開発された。バージョン4まではAmigaプラットフォームにのみ提供されていたが、コモドール社の倒産に伴いバージョン5ではWindows 95 / 98、Windows NT（x86版およびDEC Alpha版）、Macintosh、SGI IRIX、SparcStationなど多様なプラットフォームに提供。しかしその後はSGI IRIX版もバージョン6.5を最後に開発が打ち切られ、バージョン7以降はWindowsとMacintoshの2プラットフォームにのみ提供されている。
プレイステーションの市販開発キット「ネットやろうぜ!」にはバージョン4.0が付属していた。SonyのVAIOにLightWave 3D express for VAIOとしてバンドルされていた事もある。

### バージョンごとの主な追加機能
バージョン6（1999年）
ボーンウェイト、UVマップ、モーフマップ、頂点カラー、メタボール、スケルゴン、スケマティックビュー、アニメーションチャンネルの独立、複数アイテム同時アニメーション制御、ラジオシティレンダリング、サブパッチのレンダリング
バージョン7（2001年）
対称編集モード、サスカッチライト、影の色の変更、中心点回転機能、モーションパスの直接編集、スプレッドシート、モーションミキサー、操作座標系の切り替え、パーティクルFX
バージョン8（2004年）
テクスチャワイヤー表示、複数カメラを切り替えてのレンダリング、IKブースター、OpenGL表示強化、ドープトラック、クロスシミュレーター、ソフトボディシミュレーター、剛体力学演算
バージョン9（2006年）
エッジ編集機能、キャットマル・クラーク サブディビジョン、ノード方式のマテリアル設定機能（ノードエディタ）、平行カメラ、UV投影カメラ、ファー編集（FiberFX）、IK/FKブレンディング、位置とスケールのIKコントロール、ジョイントボーン、ファイルのドラッグ＆ドロップ対応
バージョン10（2010年）
ビューポートプレビューレンダリング (VPR)、3Dマウスである3Dconnexion製品ラインナップのサポート、Autodesk社ジオメトリキャッシュ用MDDのサポート
バージョン11（2012年）
インスタンス、フロッキング（群集システム）、フラクチャー（粉砕）、Bullet（剛体、柔体）物理演算、仮想スタジオツール、GoZサポート、レンダーバッファの拡張、VPRの拡張（セルエッジ対応等）、Pythonスクリプト、FiberFXの拡張（ソリッド・ボリュームモード追加等）、ソフトウェアライセンス、Adobe After Effectsのサポート、Genoma、ローリングシャッター現象、輪郭線のノード編集、UVアンラップ、「メッシュの配置」ツール
バージョン11.6（2013年）
カラー3Dプリント対応、レイキャストノード、スプラインコントロール、CgFXシェーダー、新カラーピッカー
バージョン2015（2014年末）
Bullet物理シミュレーションに以下のコンストレイントを追加（ポイント、ヒンジ、スライダ、コーンツイスト、スプリング、6軸自由度）、重点サンプリング機能、パースペクティブとのマッチング、GENOMA2、交差エッジとパッチ境界のレンダリング、エッジバッファ出力、ダイナミックペアレント
バージョン2018（2018年）
統合メッシュシステム実装、OpenGLビューポート表示の強化＆高速化、レンダラー刷新、サーフェス設定刷新、ノイズリダクションフィルター、PBRシェーダー、新セルシェーダー＆エッジレンダリング＆サブリメイションセルシェーダー、ノードモディファイヤスタック、物理ベースのヴォリューメトリックエンジン、疎ボクセルライブラリのOpenVDB対応、改善されたFiberFXインテグレーション、UDIM対応、IESライトの改善、VRカメラ、モデラーのレイアウトビューオプション、仮想プリミティブパラメトリックシェイプ、パフォーマンスの最適化
バージョン2019（2019年）
Unreal Engineとのリアルタイムブリッジ追加、FBXインポータ/エクスポータの改善、レイアウト側でCorrective Morph対応のスカルプト/ウェイトペイント/頂点ペイントを行うMetamorphicプラグインの統合、OpenVDBボリュームの作成・編集対応、スムージンググループ対応、ラウンドエッジシェーダー追加、NVIDIA GPU向けのOptiXデノイザー追加、無制限Undo対応、高解像度ディスプレイ対応の強化
バージョン2020（2020年）
回転順序の可変化、レンダリングアルゴリズムの改善、ランダムウォーク表面下散乱対応、物理的ヘアシェーダー対応、Partioライブラリの統合による様々なパーティクル形式への対応
バージョン2023（2023年）
プロシージャルジオメトリーノード、ガス状流体（TurbulenceFD統合）、インスタンスペイント、レイアウト側のテキストツール、LightWave Pro ツール (OD Tool Set統合)、Unreal Engineブリッジ、ショットスカルプトツール（クロノスカルプト統合）。
バージョン2024（2024年）
LW Rhiggit（LWリギット）：リギングシステム、Weight Brush（ウェイトブラシ）、Tendril（テンドリル）：ハイパーペイントとブランチ、Flow（フロー）：流体シミュレーション、Open VDBの更新、ポイントスライド（Point Slide）、エッジスライド（Edge Slide）ツール、 ホールドエッジ（Hold Edge）、Frames（フレーム）機能：ノード編集内で便利なポストイット、Octane Photon ShaderとFog Toolのサポート、LightWave ネイティブレンダリングエンジンの改良、プリファレンス（設定）パネルの改良

### モデラーとレイアウトの統合計画
LightWaveは前述の通りモデラーとレイアウトに分かれているため、過去何度も両者の統合が計画されている。
2001年にはNewTek 3D開発部の副部長であったBrad Peeblerと一部の社員がLightWaveの書き直しを望み、NewTek上層部経営陣の反対に会って独立、Luxologyを立ち上げ2004年にmodoをリリースした。
一方Newtekは2005年にElectric Image Animation System (EIAS)の創設者であるJay RothとMark Grangerを雇入れ、Jay RothをNewTekの3D部門のトップとし、2009年に次世代LightWaveとなる「LightWave CORE」を発表したものの、その後、2010年5月にはRob Powersを雇入れて新たなLightWave開発の責任者とし、2011年リリースのLightWave 10では開発されたLightWave COREの技術が既存のモデラーソフト及びレイアウトソフトに組み込まれるのみとなった。
それでもRob Powersは最終的にモデラーとレイアウトを統合すると表明しており、2012年に発足したLightWave 3D Groupでもトップとして就任したRob Powersは、古いアーキテクチャを残したまま新しいアーキテクチャを開発するという「BorgQueen」の開発哲学を用いたLightWaveの内部コードの書き換えを進め、「LightWave Next」として開発され2018年にリリースされたLightWave 2018ではモデラーソフトとレイアウトソフトの両方に同一の統合メッシュシステムが搭載された。これによってレイアウト側でも編集可能なジオメトリが扱えるようになり、次いでLightWave 2019ではレイアウト側でスカルプトやウェイトペイントを行うMetamorphicが搭載されるようになったものの、2021年現在、未だモデラーとレイアウトは分かれたままとなっている。

## 他3DCGソフトとの比較
LightWave 2018でレンダラーが書き直され物理ベースのレンダリングシステムが搭載されたもののGPUレンダリング未対応となっており、GPUレンダリングにはOtoy製のOctaneRenderが必要となる。非写実的レンダリングでは交差エッジに対応したエッジレンダリングを備えているほか、トゥーンレンダリングのCel Integratorを持っている。
3Dペイントに対応しておらず、3DペイントにはSubstance Painterなどの外部の3Dペイントソフトが必要となる。
また、ケージ変形、スカルプトを標準で備えておらず、それらには3rd Powers製のプラグインが必要となる。本体にそれらのプラグインを同梱したLightWave + 3rd Powers Full Plugin Suiteが販売されている。
群集シミュレーションでは、Ver11.0にてフロッキング（群集）シミュレーターが実装され、動物、魚、昆虫などの群れ、更には飛行機や宇宙船の集団といった、通常複雑かつ膨大なデータ量を必要とするシーンを簡単に作成することができるようになった。Ver11.5からは簡単なAIが実装された。
他3DCGソフトに比べ弱い点も存在するが、プロの使用にも耐える3DCGソフトの中では随一のコストパフォーマンスを誇っている。

## プラグイン
当初から先進的なプラグイン・アーキテクチャを採用しており、ソフトウェア本体は単なるプラグインサーバに過ぎず、基本的なコア機能もプラグイン機構を通じて実装されている。
また、その仕様もオープンにされていたため、大量のサードパーティー製・個人製プラグインが製作された。プラグイン・アーキテクチャの利点のひとつはそのフットワークの軽さであり、3DCGの先進のトピックが、他の高額なハイエンドソフトウェアを差し置いていち早くLightWave上で実現されることさえあった。そして標準の機能の不便さを、開発元の対応を待たずに私製プラグインで補うことも盛んに行われ、その成果はたびたび広く公開されていた。
また、一般のCコンパイラ等で構築するプラグインの他にも、インタプリタとして3DCGソフトウェアで標準的に使われているPythonスクリプトを備えている。
なお、独自のスクリプト言語であるLScriptも搭載されているが、LightWave 2020で非推奨となった。LScriptは元々POV-Rayレンダラーのアニメーションのために開発されたものの統合されず、LightWaveがPCに移植される際にAmigaOSの標準スクリプト言語の代わりとして転用され、その後、長年搭載され続けてきた。

## 代表的なプラグイン
- YSプラグイン - キャラクターアニメーション支援のためのYS:CharacterKitを含む。サンライズプラグインの実質的後継。
- LWCAD - モデリングプラグイン。

### 過去のプラグイン
- Particle Storm - Dynamic Realities製のパーティクルプラグイン。LightWave 5.5にLite版が搭載されていた[24][25]。なお、LightWave 6.5以降は独自のParticle Fx機能が搭載されている[26]。
- QemLOSS2 - ポリゴン削減プラグイン。Reduce Polys+としてLightWaveに標準搭載されるようになった。
- Motion Designer - 軟体力学シミュレーションプラグイン。Newtekが買収し、LightWave 6以降に標準搭載されるようになった[27]。
- BESM shader - Eric Soulvie製のセルシェーダープラグイン。LightWave 7以降に標準搭載されるようになった[28]。LightWave 2018でCel Integratorに置き換えられた[29]。
- FX Break - 剛体力学シミュレーションプラグイン[30]。開発者がNewtekに加わり、Hard FXとしてLightWave [8]以降に標準搭載されるようになった。
- FX Motiondrive & FX Distortion - クロス/軟体力学シミュレーションプラグイン。開発者がNewtekに加わり、Cloth FX及びSoft FXとしてLightWave [8]以降に標準搭載されるようになった。
- FiberFactory - 髪/毛プラグイン。Newtekが買収し、FiberFXとしてLightWave 9.5以降に搭載されるようになった[31]。
- Sasquatch - 髪/毛プラグイン。かつてFiberFactoryと競合していた。
- FPrime（英語版） - かつてLightWaveにはVIPERというマテリアル調整向けの簡易リアルタイムプレビューレンダラーしか付いていなかった。Worley LaboratoriesのFPrimeは、VIPERと異なりラジオシティなどの高品質のレンダリングが可能であり、マテリアル及びライティングの調整に威力を発揮した。なお、LightWaveバージョン10以降は類似の機能がVPRとしてLightWave本体に搭載されている。
- AutomatonZ - 3ds MaxにおけるCharacter Studioのようなキャラクターアニメーション支援プラグイン。AutomatonToolsの後継。
- unReal Xtreme - 伝統的アニメのような質感を出せる、セルシェードレンダリングのためのプラグイン。
- Maestro - キャラクターアニメーション支援プラグイン。
- IFW Textures/IFW Nodal - プロシージャルテクスチャシェーダー集[32]。
- Liquid Pack - 流体シミュレーションプラグイン集。なお、LightWaveバージョン2019以降はOpenVDBベースの流体シミュレーション機能がLightWave本体に搭載された[33]ほか、2024以降は小規模な流体シミュレーション機能のFlowも搭載された[34]。
- Deep Rising FX - 流体シミュレーションプラグイン。開発終了[35]。LightWave本体の事情は同上。
- RHiggit - リギング及びアニメーションのためのツール集。LightWave 2024以降に搭載されるようになった[34]。
- OD Tool Set - Origami Digital開発の雑多なツール集。Substance Painterと連携するための「LW to Substance Painter」及び「PBR Importer」が含まれていた[36]。開発終了[37]。LightWave Pro ToolsとしてLightWave 2023以降に搭載されるようになった[9]。
- TurbulenceFD - ボクセルベースのガス状流体力学に基づいた炎や煙を作成する為のプラグイン。LightWave Digitalが買収してLightWave 2023以降に搭載されるようになった[9]。
- OctaneRender for LightWave - GPUレンダラー。開発終了した[38]のち、LightWave 2023以降に内蔵されるようになった[39]。
- DP Tools - 手続き型テクスチャのThe RMan Collection[40]、木や草を生成するためのDP Verdure[40]、ポストプロセス向けのDP Filter[40]、その他の追加ノードのDP Kit[40]を含んでいる。LightWave 2025で本体に統合された[40]。
- Eki's ModPak/Eki's PlugPak - 街や空、海の生成などに対応するプラグイン。
- OGO_Taiki - ボリューメトリック大気プラグイン。

## 関連ソフトウェア
- NevronMotion - NewTek製のLightWave向けモーションキャプチャソフトウェア。開発停止中。
- ChronoSculpt - NewTek製のLightWave向けショットスカルプトソフトウェア。開発停止中。

## 著名なLightWave利用者
- 新海誠（アニメ作家。自主制作映画「ほしのこえ」にMac版LightWaveを使用している）
- 上田文人（日本のゲームデザイナー、アートディレクター。「ICO」「ワンダと巨像」「人喰いの大鷲トリコ」で使用）
- 日本ファルコム（LightWaveを全面的に開発ラインに取り入れているゲーム製作会社）
- 神風動画（アニメーションの製作にLightWaveを使用している）
- YAMATOWORKS（アニメーションの製作にLightWaveを使用している）
- サブリメイション（アニメーションの製作にLightWaveを使用している）
- 富岡聡（CGデザイナー、カナバングラフィックス代表取締役）
- 赤松健（漫画家。背景などをLightWaveで作成している）
- 由水桂（有名なライトウェーバー。「リッジレーサー」のキャラクター「永瀬麗子」を産み出した）
- うもとゆーじ（CGデザイナー、ウサギ王代表取締役。LightWave関連の著書がある）
- 渡辺哲也（有名なライトウェーバー。TVアニメの３Dディレクター）
- 青山敏之（有名なライトウェーバー。氏の作品群がLightWaveの名を日本に広めた）
- 北田清延（有名なライトウェーバー。青山敏之とのコンビで主にモデリングを担当した）
- 秋元きつね（有名なライトウェーバー。「ウゴウゴルーガ」で使用）
- 福島則昭（有名なライトウェーバー。LightWave関連の著書がある）
- 笹原和也（有名なライトウェーバー。LightWave関連の著書がある）
- 羽田宗春（有名なライトウェーバー。LightWave関連の著書がある）
- 樋口 誠（有名なライトウェーバー。LightWave関連の著書がある）
- 佐野昌巳（LightWave関連の著書がある）
- FREEDOM（日本のアニメーション映画。全編がLightWaveで製作されている）
- ブレイキング・バッド（米国のテレビドラマ。LightWaveが使用されている）
- Battlestar Galactica（米国のテレビSFドラマ。LightWaveが使用されている）